# Station Milano Centrale
Station Milano Centrale (Italiaans: La stazione Centrale di Milano) is het centraal station van de Italiaanse stad Milaan en ligt ten noorden van het centrum. Het is het op een na drukste station van Italië. Met 24 sporen verwerkt het dagelijks zo'n 330.000 passagiers en zo'n 120 miljoen per jaar. Het station is het startpunt van verschillende hogesnelheidstrein naar bestemmingen in Italië en Zwitserland.
Het huidige gebouw uit 1931 verving het oude uit 1864, dat door de opening van de Simplontunnel in 1906 en het daardoor toenemende treinverkeer niet meer genoeg capaciteit bleek te hebben. De bouw begon al in 1906 waarbij koning Victor Emanuel III de eerste steen legde. Er was toen nog geen duidelijk ontwerp want dat kwam pas in 1912 toen architect Ulisse Stacchini hier de prijsvraag voor won. Zijn werk was geïnspireerd door het Union Station in Washington. De bouw zou door de Eerste Wereldoorlog stagneren en pas in 1925, onder het fascistische bewind van Mussolini weer op stoom komen. Mussolini verlangde dat het gebouw de grootsheid en macht van het regime zou representeren wat resulteerde in een megalomaan resultaat.
Het huidige gebouw heeft een facade van 200 meter breed en het gewelf in het midden is 72 meter hoog. Het heeft een combinatie van verschillende bouwstijlen, waaronder jugendstil en art deco. De hal bestaat uit een tweetal etages en de treinen vertrekken van de bovenste etage. Daarnaast is er een ondergrondse hal in aansluiting op de beide metrostations Centrale van twee van de vier metrolijnen van de stad. Daarnaast is er aansluiting op drie van de zeventien tramlijnen en een aantal buslijnen naast het station waaronder de lijn naar de luchthaven Malpensa.
Milano Centrale wordt niet gebruikt door de stads- en voorstadstreinennet van de Trenord (S1 t/m S13), maar door regionale en langeafstandstreinen. Er zijn geen tourniquets zoals bij andere treinstations in de stad maar wel handmatige controleposten.

## Bijzonderheden
- Aan de noordkant van het spooremplacement was er een keerboog zodat treinen konden terugkeren van de linkerzijde naar de rechterzijde van het station en omgekeerd. De sporen zijn nu gedeeltelijk opgebroken.[1]
- Elke avond vertrekt van dit station een nachttrein naar Station Palermo Centrale (Na splitsing in Messina rijdt een deel naar Station Siracusa) De trein wordt onderweg op een veerpont gerangeerd om de Straat van Messina over te steken. Dit is de langste treinreis van Italië en deze rijdt al sinds 1899.
- In het gebouw is een zaal te vinden, die niet voor publiek toegankelijk is, met een parketvloer met swastika's. Deze was bedoeld om ooit Adolf Hitler in te ontvangen.

## Afbeeldingen

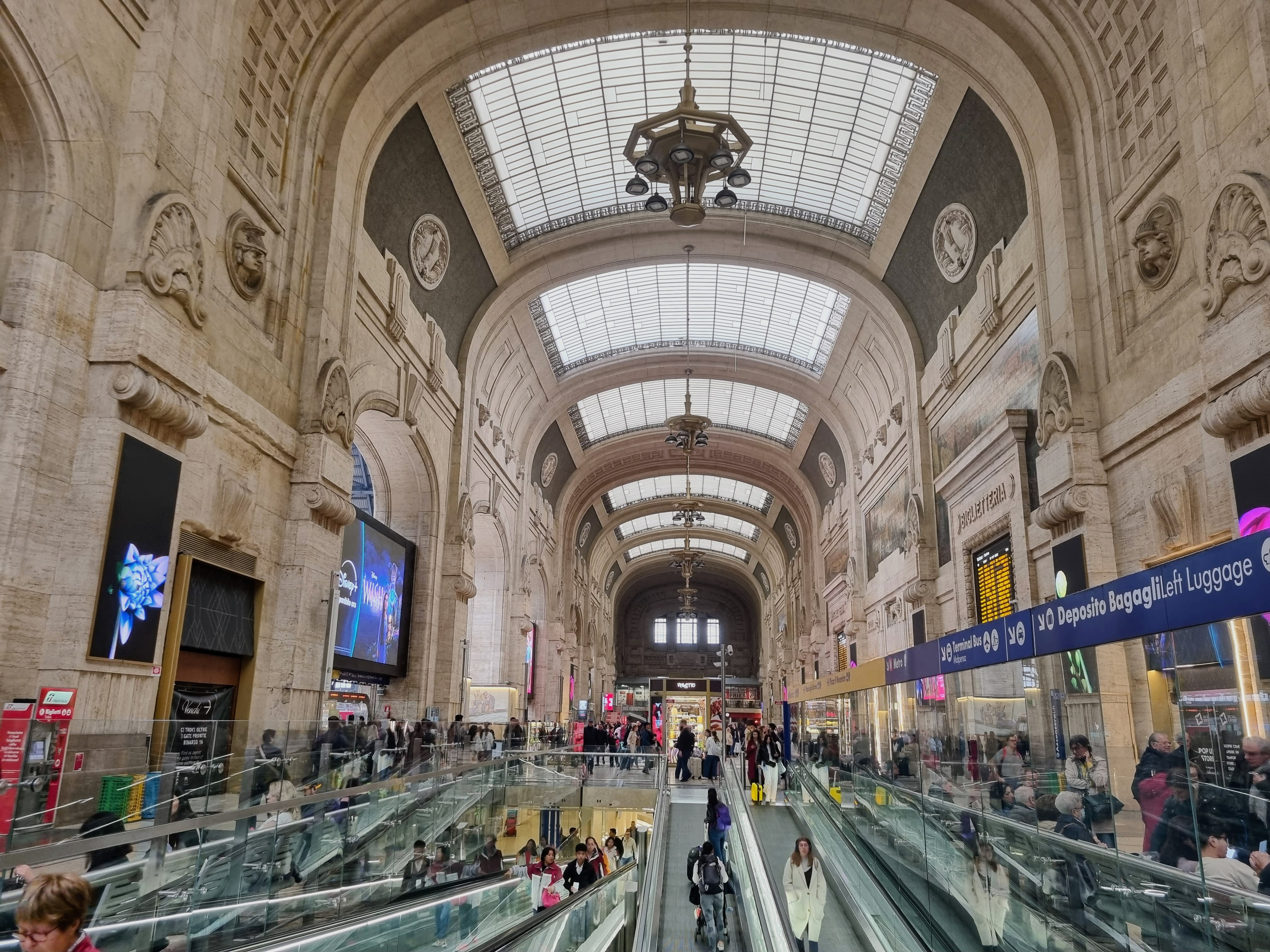
De hal
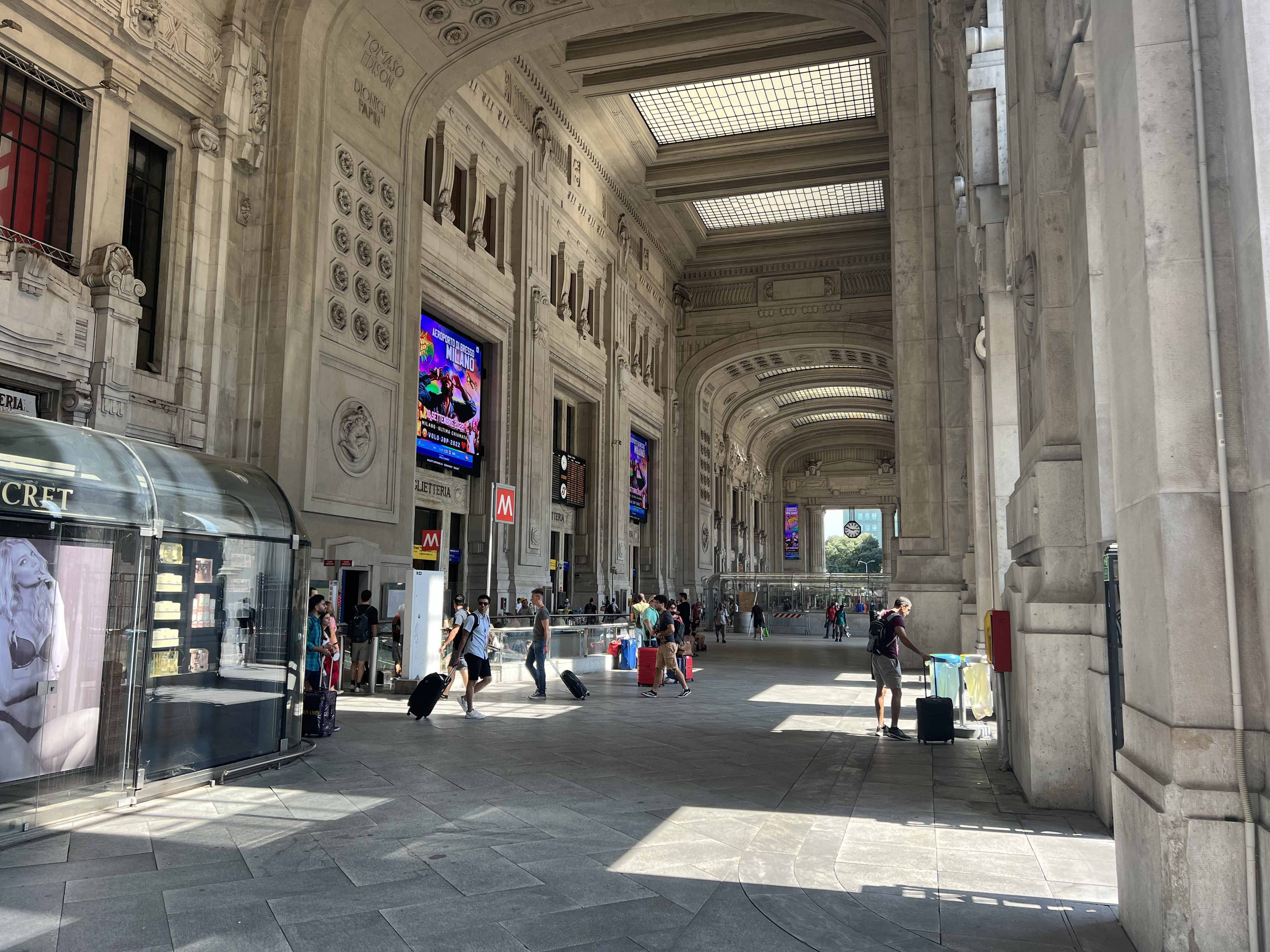
Het portiek, voordat men het station binnenkomt
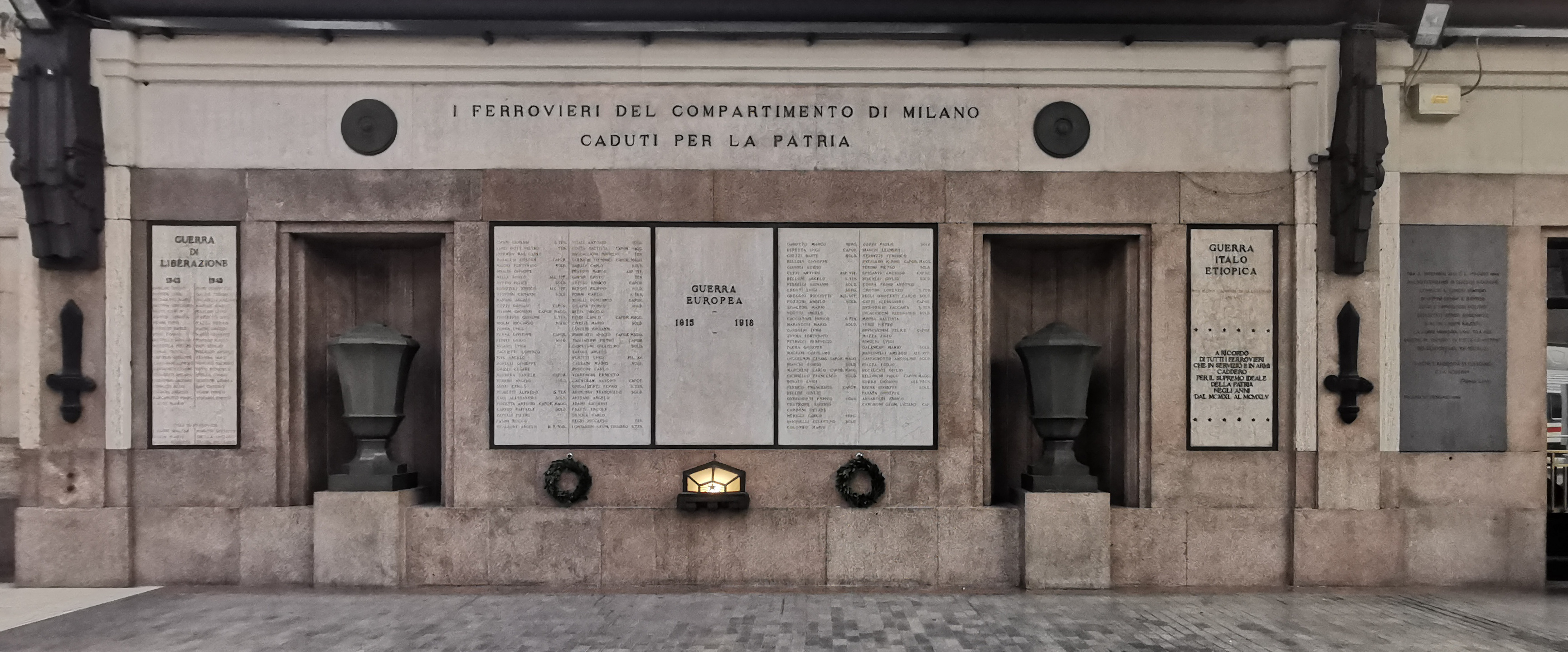
Gedenkplaats voor in verschillende oorlogen gesneuvelde spoorwegmedewerkers en voor mensen die tijdens de holocaust gedeporteerd werden via dit station
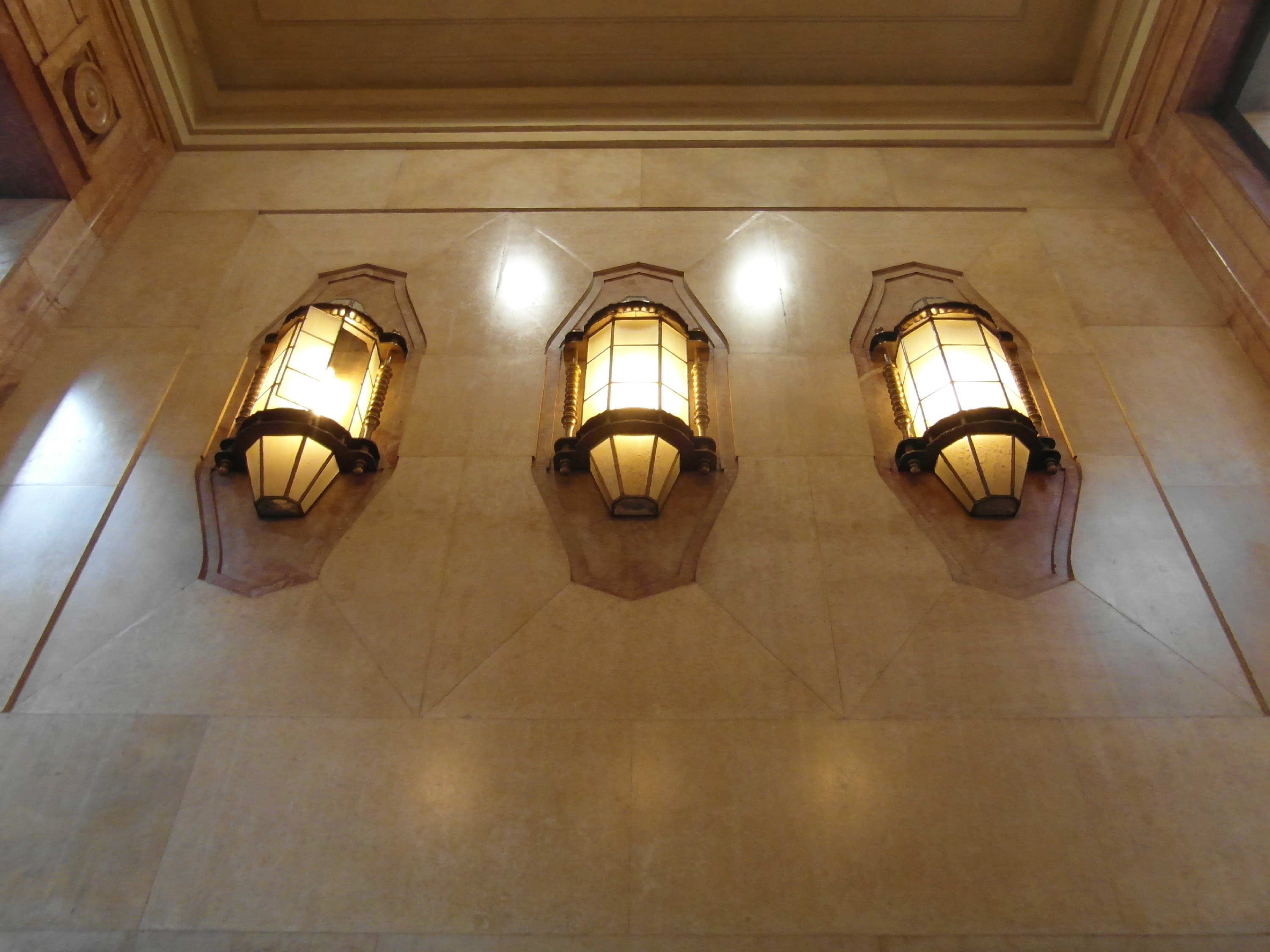
Verlichting in de stijl van art deco
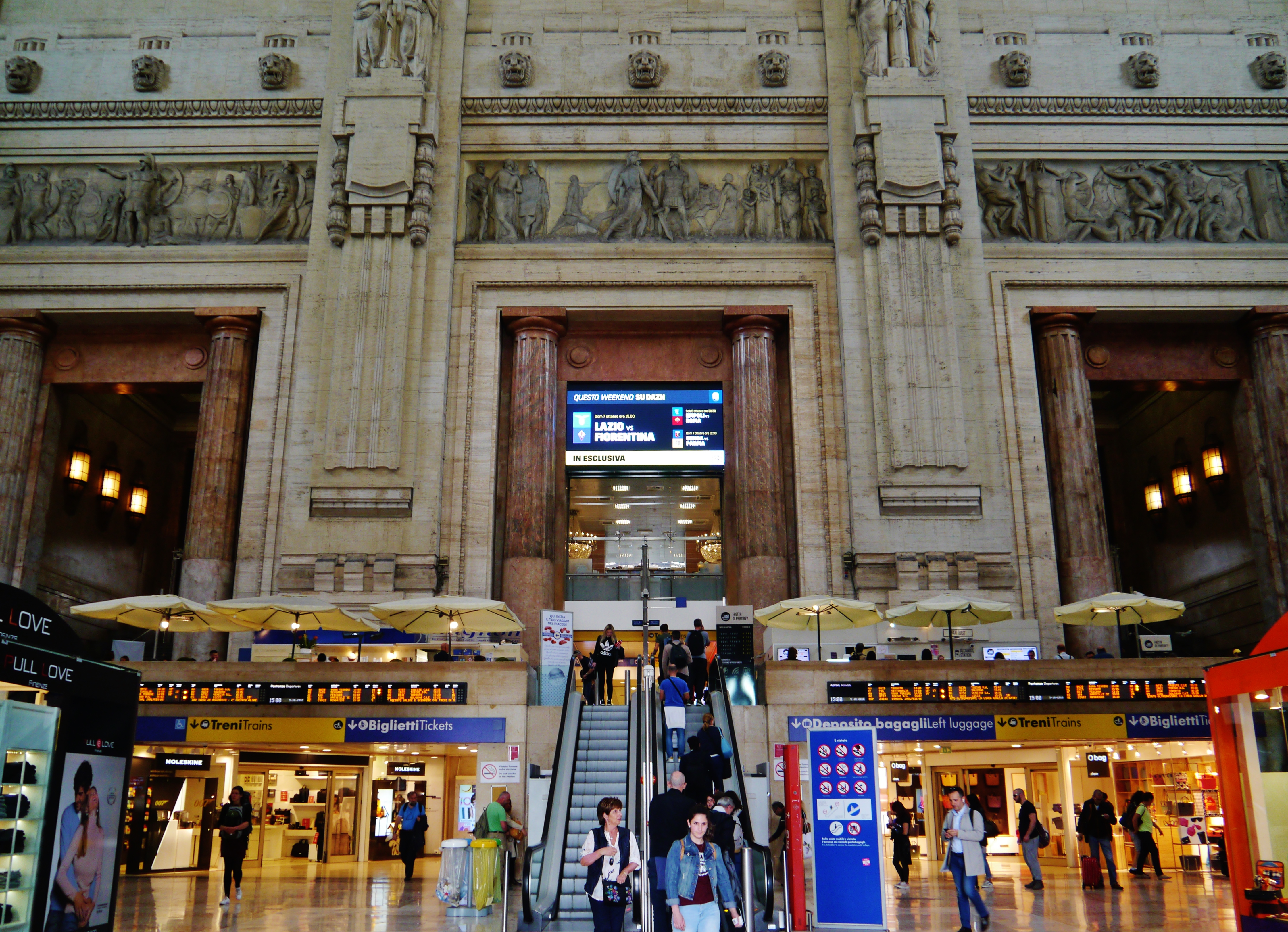
Reliefs en beelden in de hal
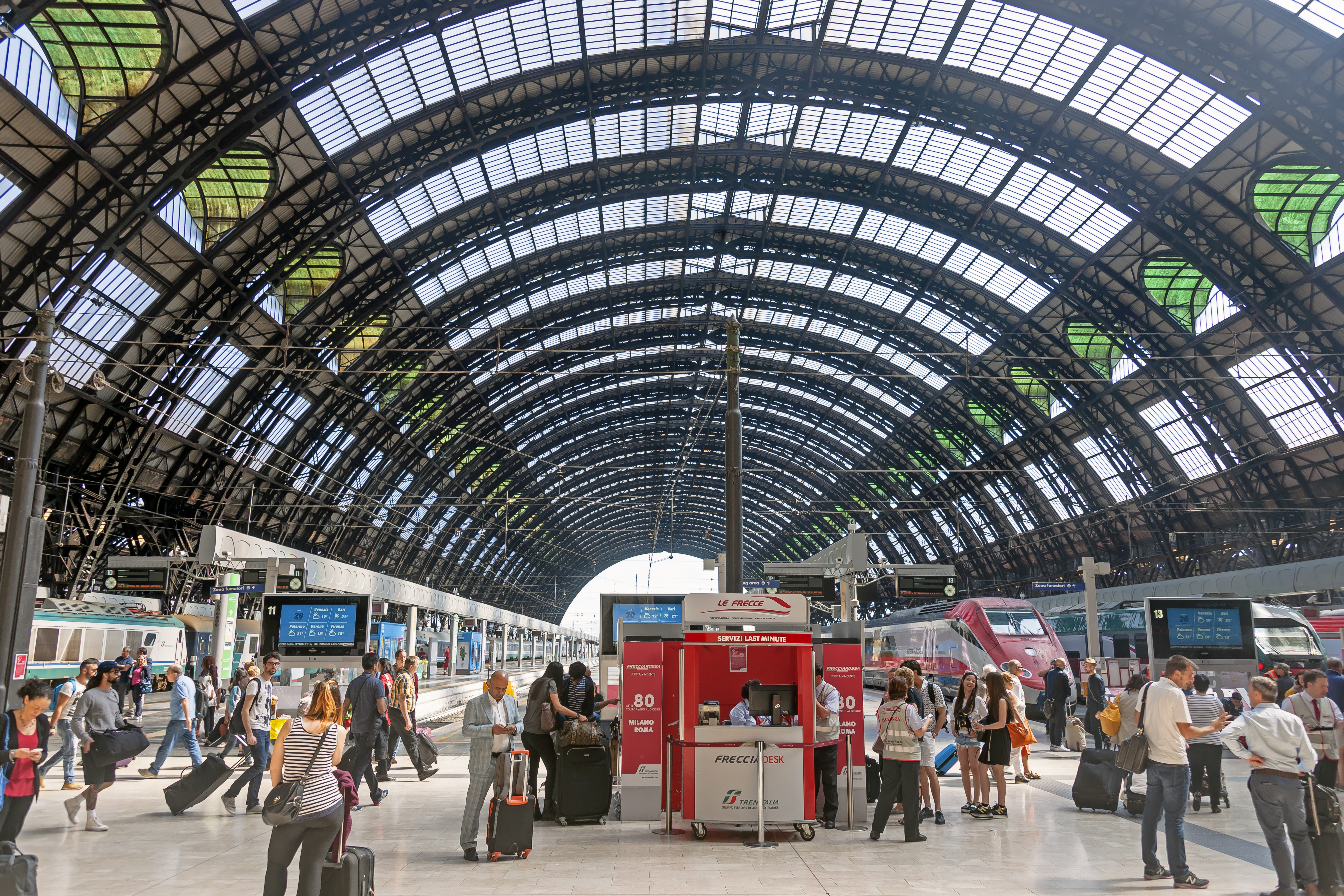
Perron onder de overkapping met rechts een hogesnelheidstrein